# دهه ۱۱۸۰ (میلادی)
دهه ۱۱۸۰ (میلادی)صد و هجدهمین دهه تقویم میلادی است.

## درگذشتگان
‎